# Incidente del submarino de Sokcho de 1998
El incidente del submarino de Sokcho ocurrió el 22 de junio de 1998, frente a la costa de la ciudad de Sokcho, en Corea del Sur. Fue uno de los múltiples incidentes que involucraron submarinos de espionaje norcoreano en aguas surcoreanas durante la segunda mitad de los años 1990, siendo otros ejemplos notables el incidente de Gangneung ocurrido en otoño de 1996 y el de Yeosu acontecido en diciembre de 1998.

## Captura
El 22 de junio, un submarino norcoreano de la clase Yugo se enredó en una red de deriva en aguas surcoreanas, a unos 18 kilómetros al este del puerto de Sokcho y a 33 kilómetros al sur de la frontera. Un barco pesquero surcoreano observó a varios tripulantes del submarino intentando desenredarlo de la red de pesca. La Armada de la República de Corea envió una corbeta de la clase Pohang que remolcó el submarino (con la tripulación aún dentro) a una base naval en el puerto de Donghae. El submarino se hundió mientras era remolcado a puerto; no quedó claro si se debió a daños o a un hundimiento deliberado por parte de la tripulación.
El 23 de junio, la Agencia Telegráfica Central de Corea admitió que se había perdido un submarino en un accidente de entrenamiento.
El 25 de junio, el submarino fue rescatado de una profundidad de aproximadamente 30 metros (100 pies) y se recuperaron los cuerpos de nueve tripulantes; al parecer, cinco marineros habían muerto y cuatro agentes se habían suicidado. La presencia de bebidas surcoreanas sugería que la tripulación había completado una misión de espionaje. Los cuadernos de bitácora encontrados en el submarino mostraban que se había infiltrado en aguas surcoreanas en varias ocasiones anteriores.
Los cuerpos de los miembros de la tripulación del submarino fueron devueltos posteriormente a Corea del Norte en una ceremonia que tuvo lugar en Panmunjom el 3 de julio de 1998.